# José Romão Martenetz

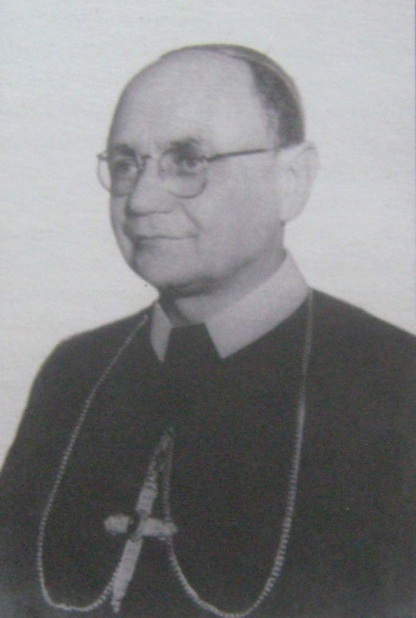
José Romão Martenetz (2023)

José Romão Martenetz OSBM  (* 7. Februar 1903 in Lemberg, Österreich-Ungarn, heute Ukraine; † 23. Februar 1989 in Curitiba, Brasilien) war ukrainisch griechisch-katholischer Bischof der Eparchie São João Batista em Curitiba.

## Leben
José Romão Martenetz wurde im Jahre 1903 in Lemberg, zu Österreich-Ungarn gehörend, geboren. Die Weihe zum griechisch-katholischen Priester fand am 1. Januar 1928 im Basilianerorden des hl. Josaphat Kunzewitsch statt.
José Romão Martenetz wurde am 10. Mai 1958, zum Weihbischof für das Ordinariat der byzantinischen Gläubigen in Brasilien und zum Titularbischof von Soldaia (Sudak) ernannt. Die Bischofsweihe empfing er am 15. August 1958 durch Erzbischof Ambrozij Andrew Senyshyn; Mitkonsekratoren waren die Erzbischöfe Stephen John Kocisko und Joseph Michael Schmondiuk.
Am 30. Mai 1962 wurde José Romão Martenetz dann zum Apostolischen Exarchen von Brasilien ernannt. Die Ernennung zum ersten Bischof der mit gleichem Datum aus dem Exarchat errichteten Eparchie São João Batista em Curitiba erfolgte am 29. November 1971. Am 10. März 1978 legte José Romão Martenetz altersbedingt sein Amt nieder.
Martenetz nahm als Konzilsvater am Zweiten Vatikanum teil. Als Mitkonsekrator war José Romão Martenetz bei der Bischofsweihe des melkitisch griechisch-katholischen Bischofs Elias Coueter beteiligt.